# Kasachische Meisterschaften im Sommerbiathlon 2009
Die Kasachischen Meisterschaften im Sommerbiathlon 2009 fanden vom 27. bis 31. August in Schtschutschinsk statt. Es wurde je ein Einzel- und ein Sprintrennen auf Skirollern ausgetragen.

## Männer

### Sprint 4 km
| Platz | Starter                | Region und Organisation      | Zeit    | Schießfehler |
| ----- | ---------------------- | ---------------------------- | ------- | ------------ |
| 1     | Alexander Tscherwjakow | Aqmola, OSDJuSchOR, Dinamo   | 16:27,0 | 3            |
| 2     | Alexander Issatschenko | Aqmola, OSDJuSchOR, ZSKA     | 16:58,0 | 1            |
| 3     | Alexander Schessler    | Aqmola, OSDJuSchOR, ZSKA     | 17:04,0 | 2            |
| 4     | Dias Keneschow         | Almaty, RSchWSM, ZSKA        | 17:22,0 | 4            |
| 5     | Nikolai Braitschenko   | Aqmola, OSDJuSchOR, ZSKA     | 18:02,0 | 3            |
| 6     | Maxim Manachow         | Aqmola, Balkaschino          | 18:13,0 | 4            |
| 7     | Wladimir Satula        | Almaty, RSchWSM              | 18:17,0 | 4            |
| 8     | Roman Demin            | Westkasachstan, SchWSM       | 18:18,0 | 2            |
| 9     | Alexander Morosow      | Westkasachstan, SchWSM       | 19:00,0 | 4            |
| 10    | Maksat Scharanow       | Semei, DJuSSch-2             | 19:25,0 | 7            |
| 11    | Pawel Stepanow         | Nordkasachstan, Karasaji     | 20:10,0 | 5            |
| 12    | Dmitri Smotrow         | Qaraghandy, OSDJuSchOR, ZSKA | 21:10,1 | 6            |
| 13    | Alexander Ostapowez    | Qaraghandy, OSDJuSchOR, ZSKA | 22:15,0 | 7            |

Datum: August 2009 in Schtschutschinsk

### Einzel 7 km
| Platz | Starter                | Region und Organisation      | Zeit    | Schießfehler |
| ----- | ---------------------- | ---------------------------- | ------- | ------------ |
| 1     | Dias Keneschow         | Almaty, RSchWSM, ZSKA        | 31:17,0 | 4            |
| 2     | Wladimir Satula        | Almaty, RSchWSM              | 31:19,0 | 4            |
| 3     | Alexander Schessler    | Aqmola, OSDJuSchOR, ZSKA     | 31:37,0 | 5            |
| 4     | Alexander Tscherwjakow | Aqmola, OSDJuSchOR, Dinamo   | 31:40,0 | 6            |
| 5     | Nikolai Braitschenko   | Aqmola, OSDJuSchOR, ZSKA     | 31:48,0 | 3            |
| 6     | Alexander Issatschenko | Aqmola, OSDJuSchOR, ZSKA     | 31:57,0 | 6            |
| 7     | Maxim Manachow         | Aqmola, Balkaschino          | 34:53,0 | 8            |
| 8     | Roman Demin            | Westkasachstan, SchWSM       | 35:21,0 | 9            |
| 9     | Maksat Scharanow       | Semei, DJuSSch-2             | 36:37,0 | 12           |
| 10    | Alexander Morosow      | Westkasachstan, SchWSM       | 38:06,0 | 7            |
| 11    | Pawel Stepanow         | Nordkasachstan, Karasaji     | 38:27,0 | 10           |
| 12    | Dmitri Smotrow         | Qaraghandy, OSDJuSchOR, ZSKA | 39:25,0 | 13           |
| 13    | Alexander Ostapowez    | Qaraghandy, OSDJuSchOR, ZSKA | 40:18,0 | 14           |

Datum: August 2009 in Schtschutschinsk

## Frauen

### Sprint 3 km
| Platz | Starter              | Region und Organisation      | Zeit    | Schießfehler |
| ----- | -------------------- | ---------------------------- | ------- | ------------ |
| 1     | Jelena Chrustaljowa  | Almaty, RSchWSM, Dinamo      | 14:33,0 | 2            |
| 2     | Marina Lebedewa      | Aqmola, OSDJuSchOR, ZSKA     | 14:36,0 | 2            |
| 3     | Anna Lebedewa        | Aqmola, OSDJuSchOR, ZSKA     | 15:19,0 | 3            |
| 4     | Natalja Issatschenko | Almaty, RSchWSM, ZSKA        | 15:29,0 | 4            |
| 5     | Almira Chairutdinowa | Qaraghandy, OSDJuSchOR, ZSKA | 17:08,0 | 6            |
| 6     | Anastassija Ussanowa | Pawlodar                     | 17:39,0 | 4            |

Datum: August 2009 in Schtschutschinsk

### Einzel 6 km
| Platz | Starter              | Region und Organisation      | Zeit    | Schießfehler |
| ----- | -------------------- | ---------------------------- | ------- | ------------ |
| 1     | Marina Lebedewa      | Aqmola, OSDJuSchOR, ZSKA     | 26:46,0 | 5            |
| 2     | Anna Lebedewa        | Aqmola, OSDJuSchOR, ZSKA     | 26:48,0 | 5            |
| 3     | Natalja Issatschenko | Almaty, RSchWSM, ZSKA        | 28:38,0 | 8            |
| 4     | Anastassija Ussanowa | Pawlodar                     | 30:47,0 | 6            |
| 5     | Almira Chairutdinowa | Qaraghandy, OSDJuSchOR, ZSKA | 34:22,0 | 14           |

Datum: August 2009 in Schtschutschinsk